# Солохаул
Солохау́л или Солох-ау́л — село в Лазаревском районе муниципального образования «город-курорт» Сочи Краснодарского края. Входит в состав Солохаульского сельского округа.

## География

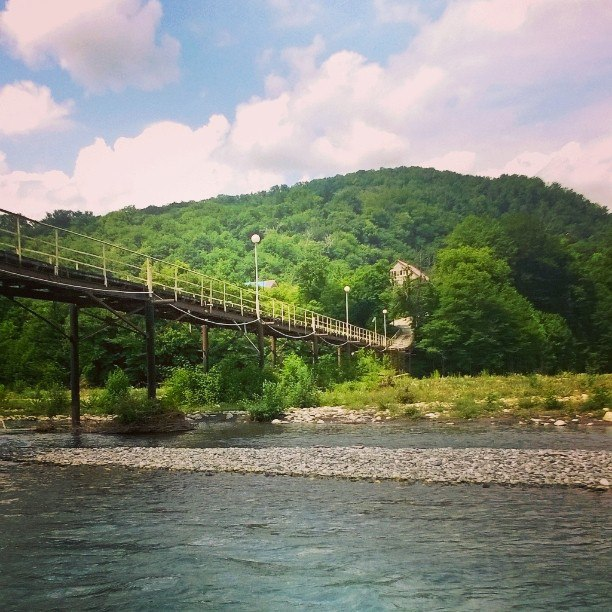
Мост через Шахе в Солохаул

Селение расположено в центральной части Лазаревского района города-курорта Сочи, на левом берегу реки Шахе. Находится в 7 км к востоку от окружного центра Харциз Первый, в 88 км к юго-востоку от районного центра Лазаревское и в 70 км к северо-западу от Центрального Сочи (по дороге). Расстояние до побережья Чёрного моря составляет 33 км.
Граничит с землями населённых пунктов — Харциз Первый на западе и Бзогу на востоке. Из Солохаула в сторону села Харциз Первый идёт горная туристическая тропа — через перевал Ноль, а на юге через Солохаульский перевал идёт туристическая тропа, ведущая в верховья реки Западный Дагомыс и заброшенный посёлок Вторая Рота.
Населённый пункт расположен в горной зоне Причерноморского побережья. Рельеф местности в основном гористый с ярко выраженными колебаниями относительных высот. Средние высоты на территории села составляют около 387 метров над уровнем моря. Высшей точкой местности является гора Зубцы (901 м), расположенное к юго-востоку от села.
Гидрографическая сеть в основном представлена рекой Шахе. В районе села в него впадает речка Скалистая. В окрестностях имеются несколько каскадов и источников. На противоположной стороне реки Шахе начинается Сочинский заказник Кавказского биосферного заповедника.
Климат на территории села — влажный субтропический. Среднегодовая температура воздуха составляет около +13,5°С, со средними температурами июля около +23,0°С и средними температурами января около +6,0°С. Среднегодовое количество осадков составляет около 1350 мм. Основная часть осадков выпадает в зимний период.

## Этимология
В основе перевода топонима лежит имя собственное — Солох или Шолох (адыг. Шъолэхъу), который ранее являлся распространённым родовым адыгским именем. Адыгское название села — адыг. Шъолэхъу къуадж (адыг. къуадж — «аул»). То есть Солохаул в переводе с адыгского означает «аул Шеолуха».

## История

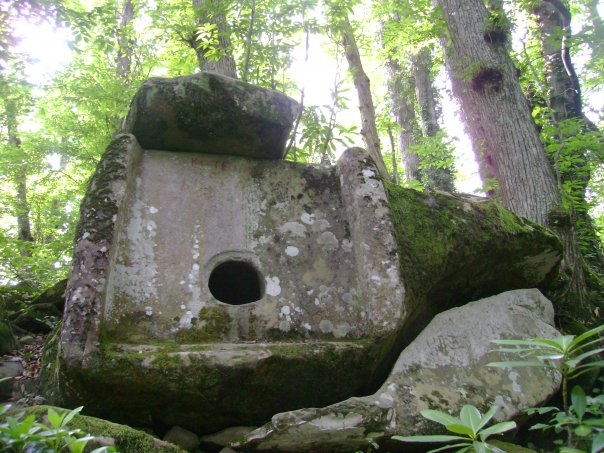
Дольмен в окрестностях Солохаула

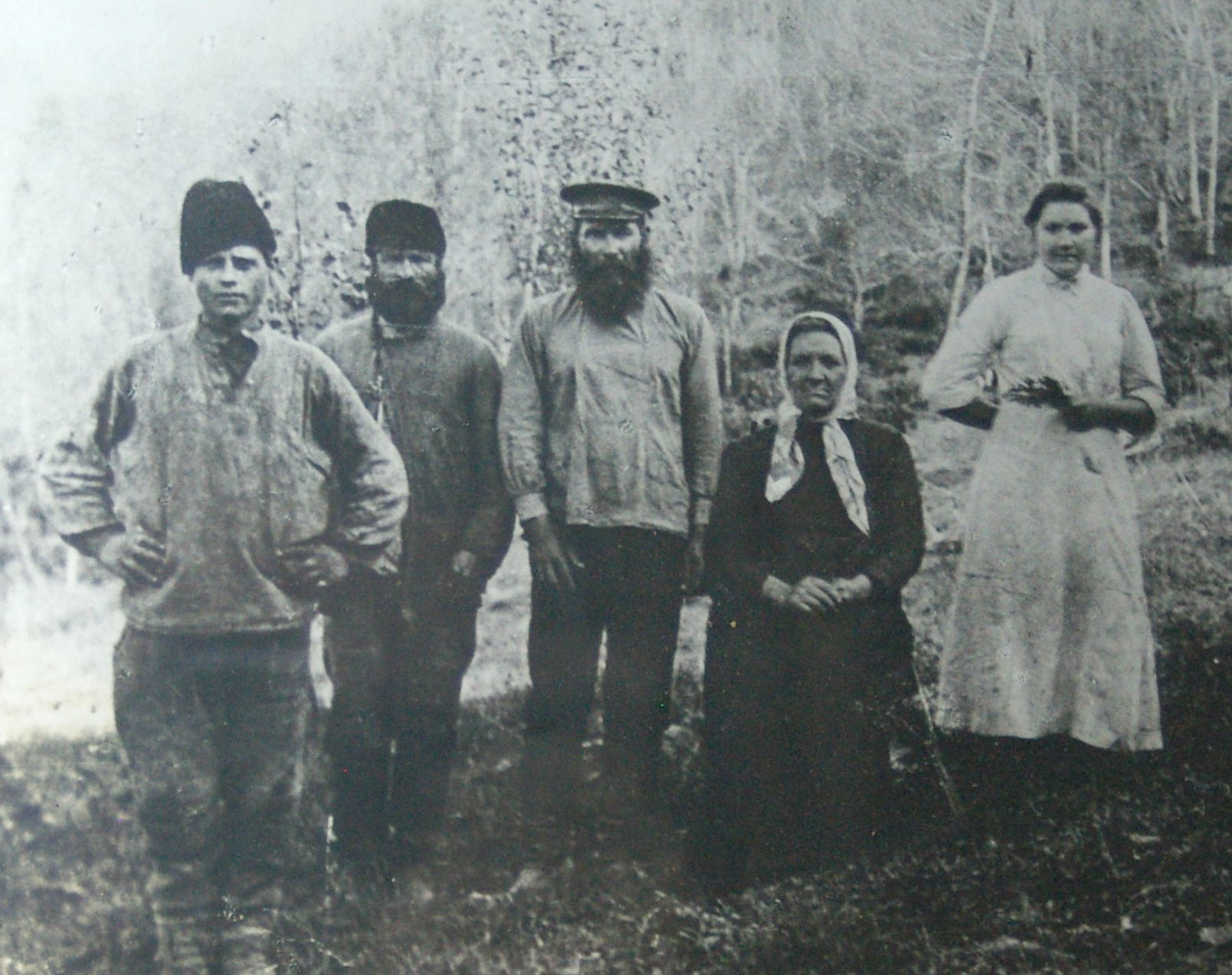
Иуда Кошман с женой в центре в окружении сотрудников. Солохаул, ок. 1910

Различные поселения на территории современного села существуют с древних времён. В частности в окрестностях села до сих пор сохранились древние мегалитические сооружения — дольмены.
Во время Кавказской войны вдоль долины реки Шахе располагалось множество черкесских аулов, которые непрерывно тянулись практически до его верховьев. После завершения войны и депортации черкесов долина реки Шахе на пару десятилетий опустело.
Современное поселение было основано в 1887 году переселенцами из центральных губерний Российской империи и первоначально называлось Покровским. 
В 1901 году выходец Черниговской губернии — селекционер Иуда Кошман в окрестностях села заложил первые плантации чая, которые долгое время считались самыми северными в мире. Ныне здешний сорт чая известен как Краснодарский.
В 1912 году посёлок Покровский преобразован в село Покровское, а в 1921 году село получило своё современное название — Солохаул. С 26 декабря 1962 года по 12 января 1965 года Солохаул числилось в составе Туапсинского сельского района. В 1965 году село передано в состав Солох-Аульского сельского округа Лазаревского района города-курорта Сочи.

## Население
| 2002 | 2010 |
| ---- | ---- |
| 165  | ↗214 |

Национальный состав
По данным Всероссийской переписи населения 2010 года:
| Народ    | Численность, чел. | Доля от всего населения, % |
| -------- | ----------------- | -------------------------- |
| русские  | 169               | 79,0 %                     |
| армяне   | 25                | 11,7 %                     |
| украинцы | 9                 | 4,2 %                      |
| адыги    | 5                 | 2,3 %                      |
| другие   | 6                 | 2,8 %                      |
| всего    | 214               | 100 %                      |

## Инфраструктура
Основные объекты социальной инфраструктуры расположены в окружном центре — селе Харциз Первый.

## Русская православная церковь

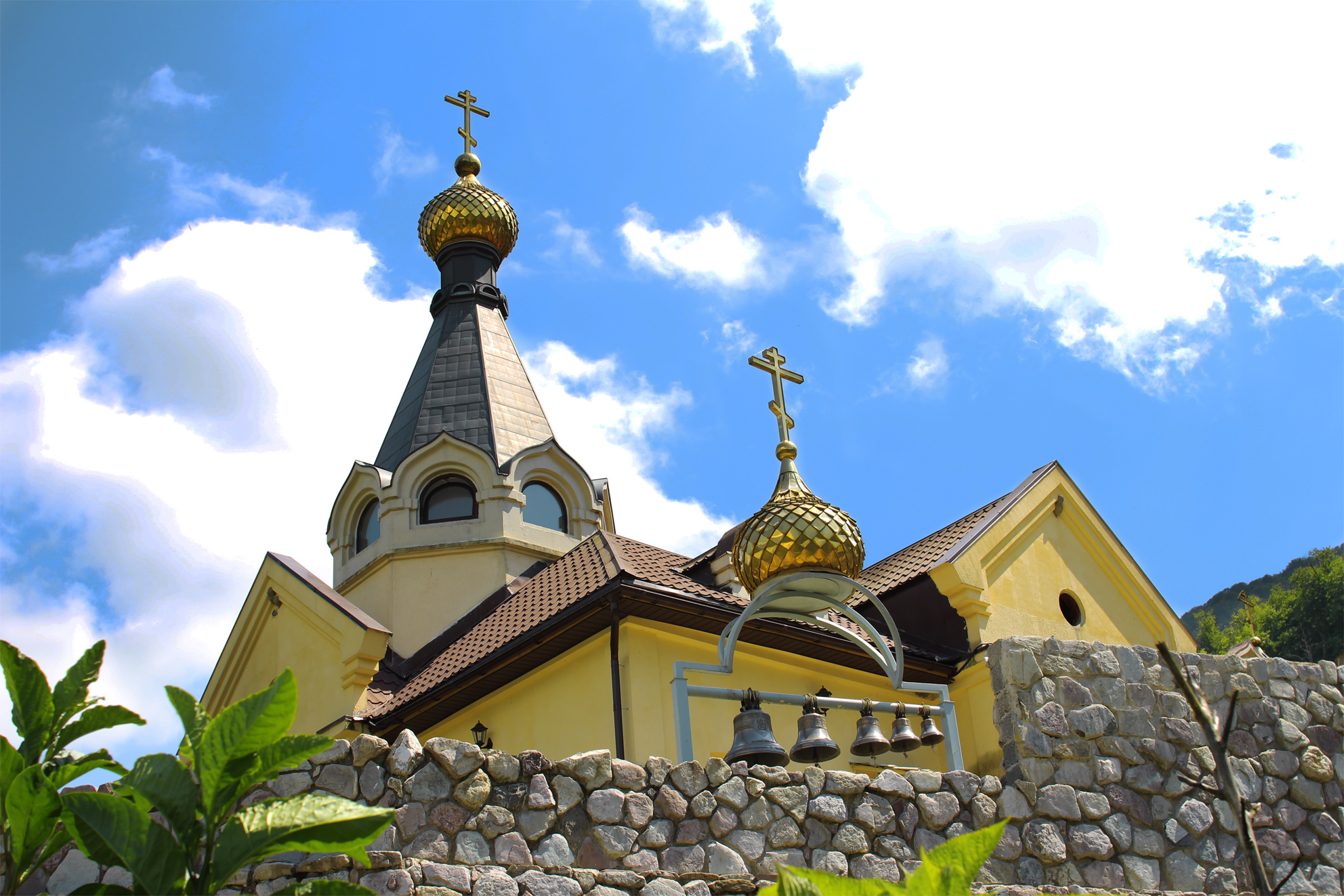
Крестовая пустынь

Мужской монастырь «Крестовая пустынь» — ул. Кошмана, 10 (построен в 1997 году и освящён в 1999-м году).

## Достопримечательности
- Каскадные водопады «Девичьи слёзы» и «Плачущий склоник»
- Дом-музей И. А. Кошмана — основателя краснодарского чая
- Монастырь Крестовая пустынь со святым источником

## Транспорт
Автобусы 145 (Дагомыс-Солохаул) и 154 (Сочи-Солохаул).

## Улицы
| Кошмана    |
| Ноябрьская |

| Персиковая |
| Сальская   |

| Шедокский |

## Галерея

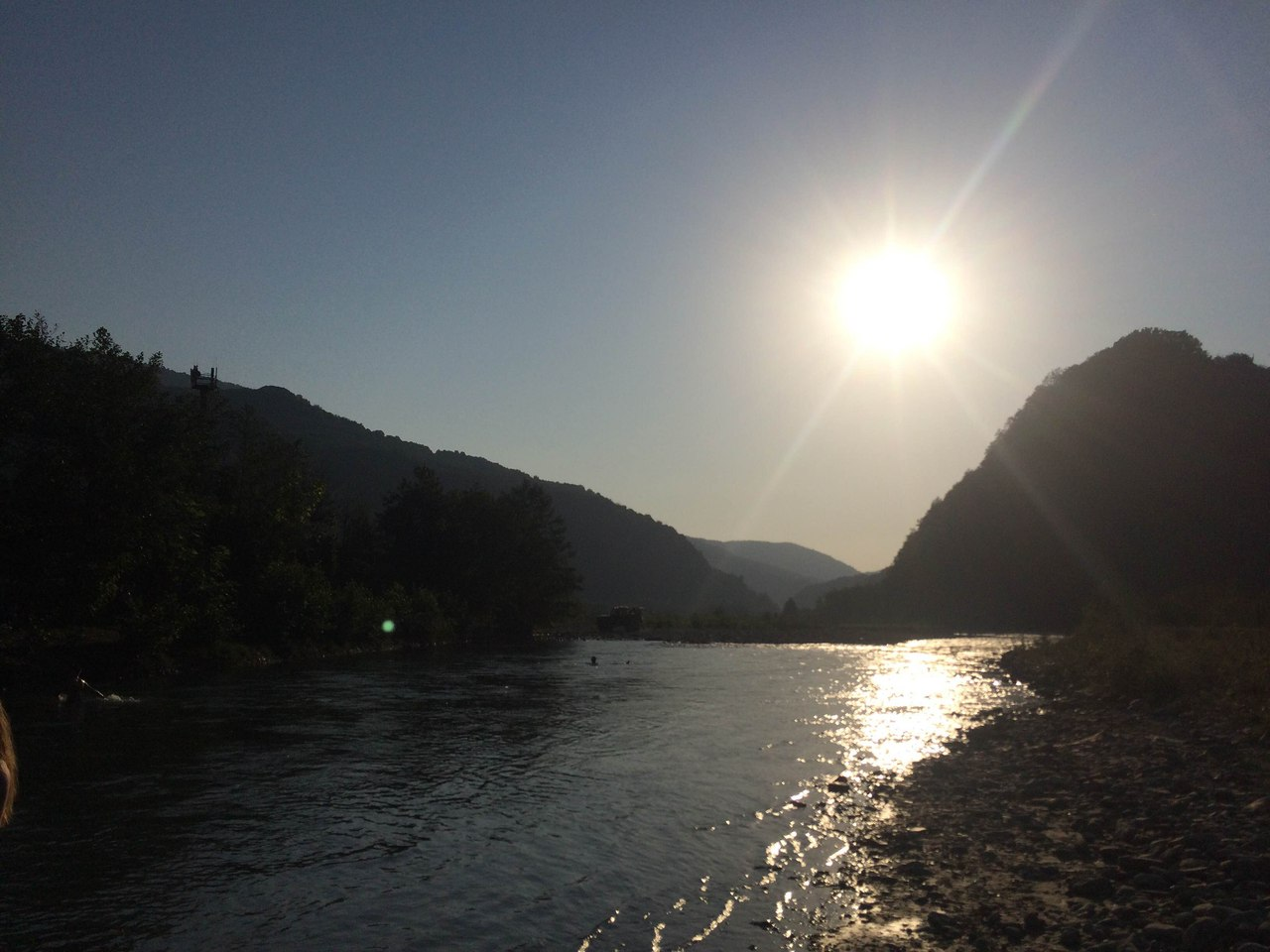
Река Шахе у села
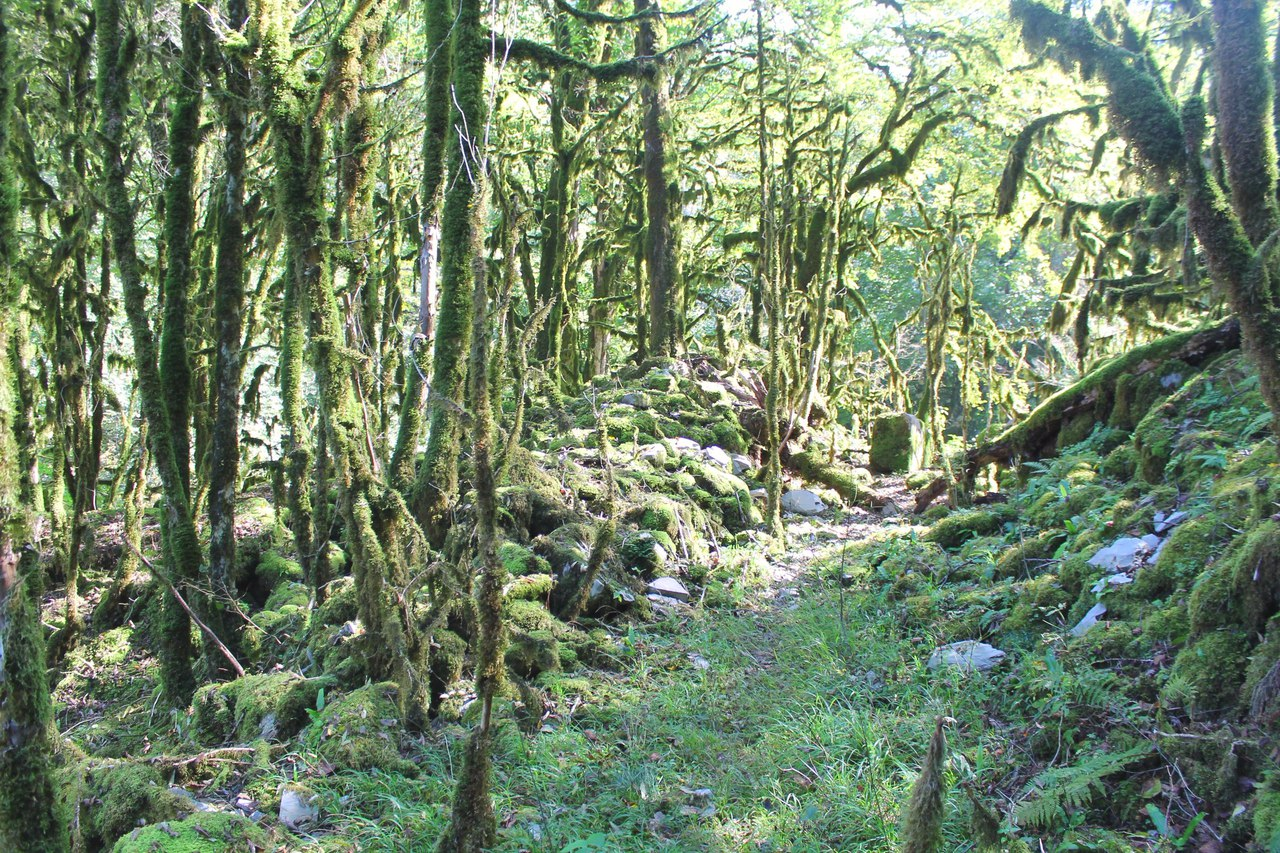
Самшитовый лес в окрестностях села
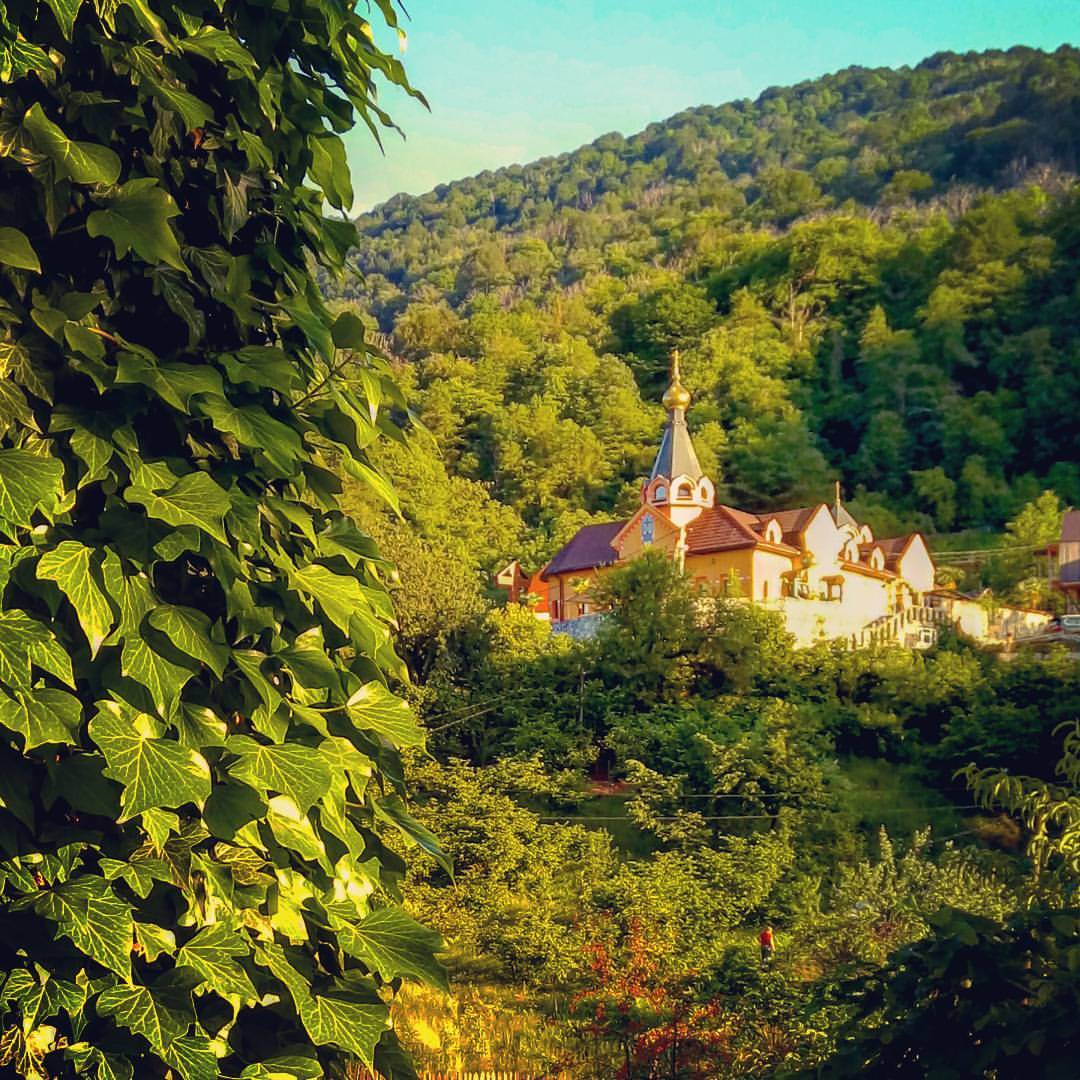
Вид на монастырь Крестовая пустынь